# Enclaves de Bangladés y la India

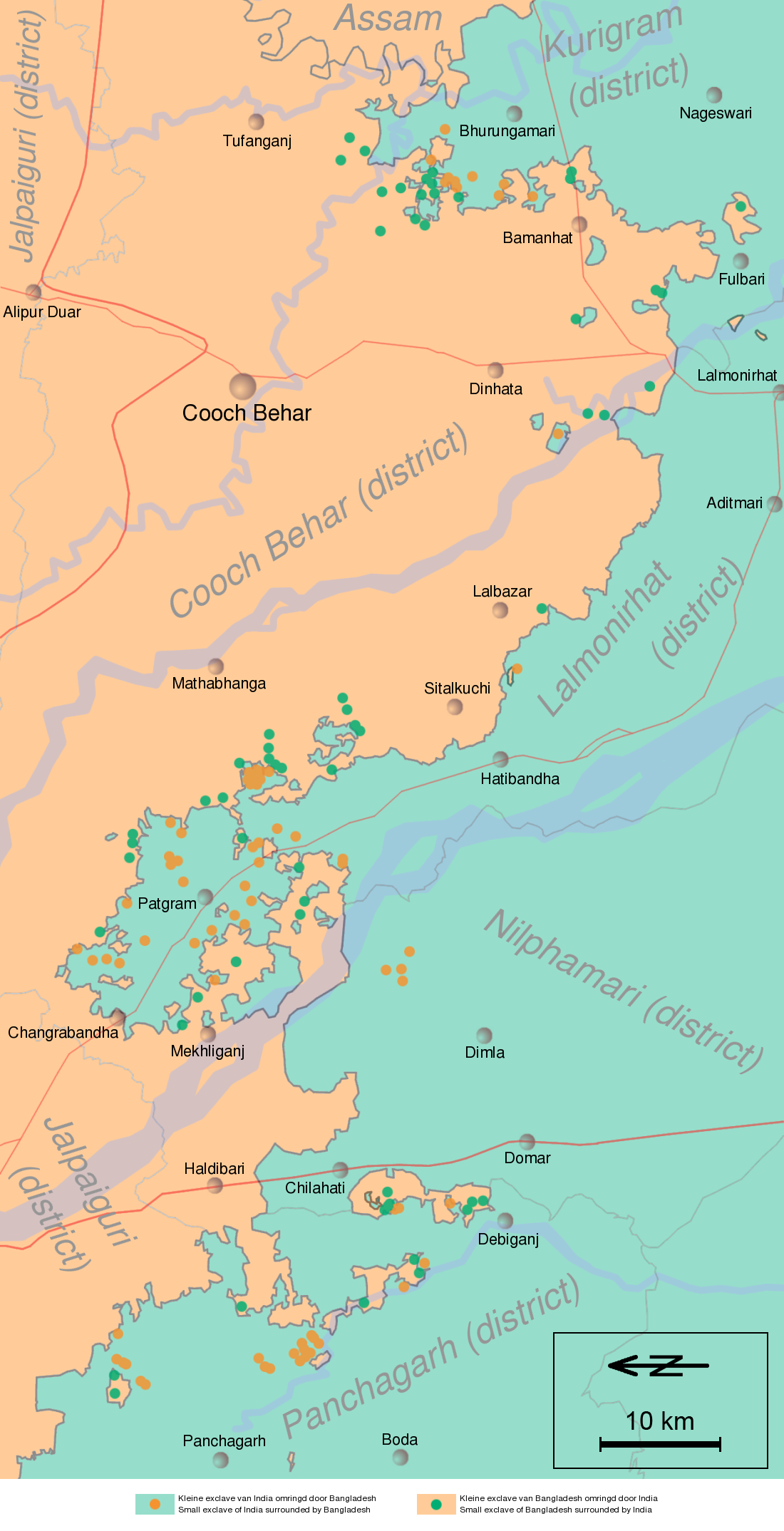
Un mapa completo de los exclaves. El este se encuentra en la parte superior del mapa, India es de color anaranjado y Bangladés es cyan.

Los enclaves de Bangladés e India, también conocidos como chitmahals (Bengalí: ছিটমহল chitmôhol) y a veces llamados enclaves pasha, eran los enclaves a lo largo de la frontera entre ambos países, se ubicaban en el norte de Bangladés y en los estados indios de Bengala Occidental, Tripura, Assam y Megalaya. Dentro del territorio principal de Bangladés hubo 102 enclaves de territorio indio, en los cuales a su vez en 21 de ellos contenían enclaves bangladesíes, uno de los cuales, de hecho, contuvo a su vez un enclave indio, lo cual lo hizo el único enclave de tercer orden que ha existido hasta la fecha. Dentro del territorio indio hubo 71 enclaves bangladesíes, en los cuales hubo dentro de esos tres enclaves indios. Un censo en conjunto en 2010 contó 51 549 personas que residen en estos enclaves: 37 334 en enclaves indios dentro Bangladés y 14 215 en enclaves bangladesíes dentro de la India.
Los primeros ministros de India y Bangladés firmaron en 1974 un acuerdo limítrofe para intercambiar enclaves y simplificar su frontera internacional. Una versión revisada del acuerdo fue adoptada por los dos países el 7 de mayo de 2015, cuándo el Parlamento de la India adoptó la Enmienda número 100 en la Constitución india. Bajo este acuerdo, ratificado el 6 de junio de 2015, India recibió 51 enclaves bangladesíes que se encontraban dentro del territorio principal indio, mientras que Bangladés recibió 111 enclaves indios que se encontraban en el territorio principal bangladesí. Los enclaves counter, junto con el enclave de Dahagram-Angarpota, no serán intercambiados cuándo el acuerdo Indira-Mujib 1974 sea finalmente implementado.  Los residentes de los enclaves tienen la opción de quedarse en el exenclave y conseguir la nacionalidad del país que llegue a administrarlo, o mudarse a cualquiera de los dos países para establecerse. El intercambio físico de enclaves se implementó en fases entre el 31 de julio de 2015 y 30 de junio de 2016. Los enclaves fueron intercambiados en la medianoche de 31 de julio de 2015 y la transferencia de residentes de los enclaves tuvo lugar el 30 de noviembre de 2015. Después del Acuerdo Limítrofe, India perdió alrededor 40 km² que cedió a Bangladés.

## Historia
Según una leyenda popular, los enclaves se utilizaron como apuesta en una partida de ajedrez de hace siglos entre dos reyes regionales, el Raja de Koch Bihar y el Maharajá de Rangpur. Según los registros históricos, los pequeños territorios aparentemente eran el resultado de una confusión de un tratado de 1713 entre el Reino de Koch Bihar y el Imperio mogol. Posiblemente, el Reino y los Mogoles terminaron una guerra sin determinar una frontera y por lo tanto no se sabía qué territorios habían sido ganados o perdidos.
Después de la partición de la India en 1947, Rangpur fue parte de Pakistán Oriental, y el Distrito de Koch Bihar se unió a la India en 1949. El deseo de "des-enclavizar" la mayoría de los enclaves fue manifestada en un acuerdo en entre Jawaharlal Nehru y Feroz Khan Noon, los primeros ministros respectivos, para un intercambio entre India y Pakistán sin considerar la pérdida o ganancia de territorio. Pero el tema entonces fue elevado para consideración del Tribunal Supremo en la India, y el Tribunal Supremo dijo que una enmienda constitucional era requerida para transferir territorio. Así que hubo un intento de introducir la novena enmiendaa la Constitución de India para facilitar la implementación del acuerdo. Pero la enmienda no pudo ser introducida debido a una objeción para transferir el enclave de Berubari del Sur. Debido al deterioro de las relaciones entre ambos países, el asunto permaneció sin resolverse. Con aquel acuerdo no ratificado, las negociaciones fueron retomadas después de que Pakistán Oriental se independizara y se convitiera en Bangladés en 1971 luego de la Guerra de Liberación de Bangladés.

### Acuerdo

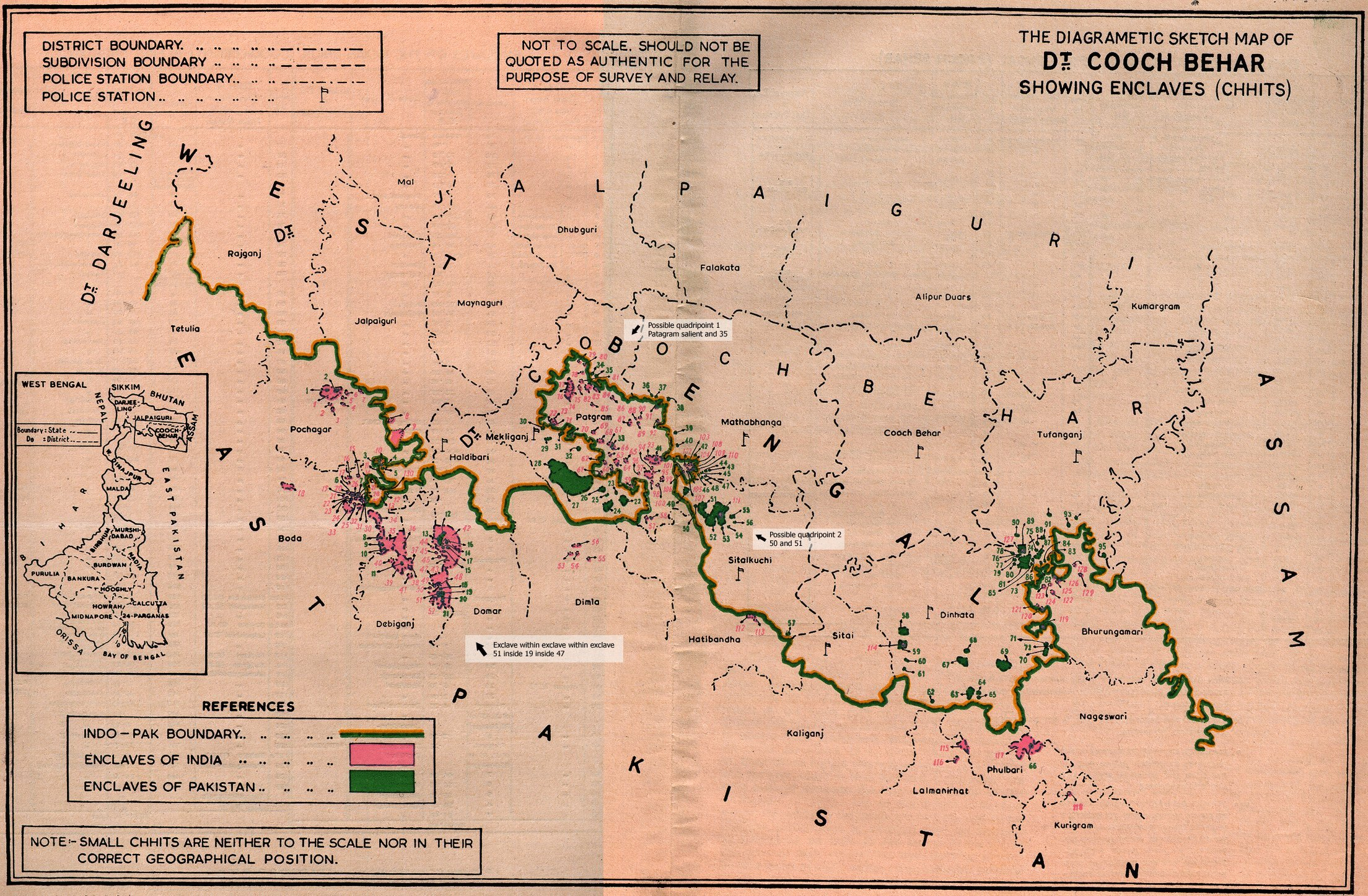
Mapa del Distrito de Koch Bihar en Bengala Oriental mostrando los enclaves.

El Acuerdo limítrofe firmado el 16 de mayo de 1974 entre Indira Gandhi y Sheikh Mujibur Rahman comenzaba el proceso para el intercambio de enclaves y por lo tanto la entrega de enclaves adversos. Bajo el acuerdo, India retuvo el enclave "Unión Berubari" Número 12 mientras que Bangladés retuvo el exclave de Dahagram — Angorpota además de que la India le proporcionaba acceso al mismo dando un corredor de 178 metros de alto y 85 de ancho, llamado Corredor Tin Bigha. Bangladés rápidamente ratificó el acuerdo en 1974 pero India no lo hizo. Hubo diferencias en la demarcación fronteriza de aproximadamente 6.1 kilómetros en tres sectores (Daikhata-56 en Bengala Occidental, Muhuri River-Belonia en Tripura y Lathitila-Dumabari en Assam) lo cual sigue sin resolución. El corredor Tin Bigha fue arrendado por Bangladés en 1992.
La lista de enclavesfue preparada en 1997 por India y Bangladés. En el 2001 se formaron dos grupos de trabajo conjuntos para trabajar en los detalles de los enclaves. Un censo en conjunto fue llevado a cabo en mayo de 2007. En septiembre de 2011, India firmó el Protocolo Adicional para cumplir el Acuerdo limítrofe. Ambas naciones anunciaron su intención de intercambio de 162 enclaves, dando a los residentes la libre elección de nacionalidad.
Con el acuerdo, la India recibió 51 de 71 enclaves bangladesíes, mientras que Bangladés recibió 101 de 103 enclaves indios. Bangladés retuvo el exclave de Dahagram-Angarpota. La India obtuvo 1.123 ha y transfirió 917 ha) a Bangladés. Después del intercambio, la India perdió alrededor de 40 km². Según el censo en conjunto de julio de 2010,  había una población de 14 215 habitantes en los enclaves de Bangladés dentro del territorio principal indio y 37 269 habitantes en enclaves de la India dentro del territorio bangladesí. Las personas que vivían en los enclaves no tuvieron nacionalidad alguna hasta 2015.
La 119.ª Enmienda Constitucional, fue introducida al Parlamento en 18 de diciembre de 2013. El panel parlamentario y La Comisión en Asuntos Externos, aprobaron la enmienda en noviembre de 2014. El Rajya Sabha aprobó la enmienda constitucional el 6 de mayo de 2015, y el Lok Sabha la aprobó el día siguiente. Presidente de India Pranab Mukherjee dio su apoyo al Acto el 28 de mayo de 2015.
El 6 de junio de 2015, el primer ministro indio Narendra Modi ratificó el acuerdo durante su visita a la capital de Bangladés, Daca. En  presencia del Modi y la primera ministra de Bangladés Sheikh Hasina, los cancilleres de ambos países firmaron la implementación del intercambio de territorio. El intercambio físico de enclaves en la posesión adversa, y la demarcación de frontera, fue implementado en fases entre 31 de julio de 2015 y 30 de junio de 2016. Los enclaves fueron intercambiados en la medianoche del 31 de julio de 2015. La transferencia de residentes fue el 30 de noviembre de 2015.
Los oficiales indios y bangladesíes condujeron una encuesta a los residentes de los enclaves entre el 6 de julio de 2015 y el 16 de julio de 2015. Para ello 75 equipos, cada uno con un oficial indio y otro bangladesí, estuvieron a cargo de contar los residentes. Los residentes de los enclaves tuvieron la posibilidad de escoger la nacionalidad a partir del 13 de julio de 2015, y 100 familias que residían en los enclaves indios solicitaron mudarse al territorio principal de la India, mientras ninguno de los residentes de los enclaves bangladesíes escogieron mudarse a territorio principal de Bangladés. La nueva ciudadanía surtió efecto el 1 de agosto de 2015. Casi 14 000 personas que vivían en los ex-enclaves bangladesíes se convirtieron en ciudadanos indios, mientras aproximadamente 36 000 personas que viven en los ex-enclaves indios se convertían en ciudadanos bangladesíes. Unas 1000 personas en los ex-enclaves indios eligieron la ciudadanía india y fueron reubicados a la India en diciembre de 2015.

## Enclaves notables

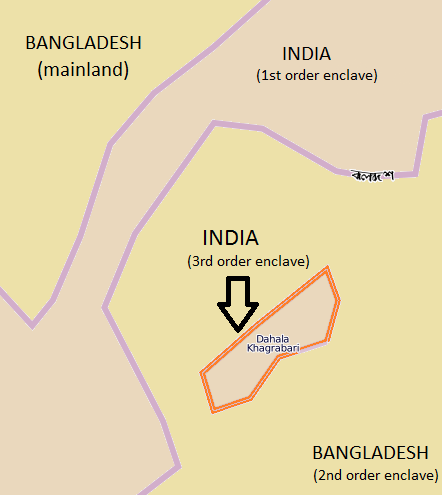
Enclave número 51, Dahala Khagrabari, el único enclave de tercer orden antes de que la India lo cediera a Bangladés en 2015. Era parte de la India dentro de Bangladés, dentro de la India y dentro de Bangladés, un campo de yute de menos de 7000 m².

### Bangladés
Dahagram-Angarpota: El mayor enclave bangladesí, administrado como parte de Patgram Upazila en el distrito de Lalmonirhat, se ubica dentro de la provincia india de Bengala Occidental. Su punto más cercano al territorio principal de Bangladés está a 178 metros. El enclave tiene un área de 25,95 km² con una población residente de 20 000 personas. Carece de instalaciones básicas. El sistema de salud es técnicamente inútil debido a carencia de suministro eléctrico y la India no ha permitido que Bangladés haga conexiones de electricidad en su territorio. Tras el intercambio de enclaves en julio de 2015, Bangladés lo retuvo como exclave.
El Corredor Tin Bigha, una franja de 85 metros de ancho de territorio indio que parte en Dahagram-Angarpota y llega al territorio principal de Bangladés, fue arrendado a Bangladés por 999 años para acceder al enclave. Está disponible el uso para los residentes de Dahagram-Angarpota.

### India
Dasiar Chhara, el cuarto enclave indio más grande por área. Está a tres kilómetros del territorio principal de la India y tiene un área de 6,65 km². Dahala Khagrabari era el único enclave de tercer de orden que haya existido hasta la fecha, un territorio indio dentro de un exclave de Bangladés qué a su vez estaba dentro de un exclave de la India en el territorio principal de Bangladés, antes de que todos los exclaves de la India mencionados anteriormente fueran cedidos a Bangladés en 2015.